# Maurice Taillandier
Maurice Michel Taillandier (Burdeos, 27 de enero de 1881-Burdeos, 27 de diciembre de 1932) fue un deportista francés que compitió en esgrima, especialista en la modalidad de sable. Ganó una medalla de plata en el Campeonato Mundial de Esgrima de 1922, en la prueba individual.

## Palmarés internacional
| Campeonato Mundial | Campeonato Mundial | Campeonato Mundial | Campeonato Mundial |
| Año                | Lugar              | Medalla            | Prueba             |
| ------------------ | ------------------ | ------------------ | ------------------ |
| 1922               | Ostende (Bélgica)  | Medalla de plata   | Sable individual   |